# Paddle (jeu vidéo)
Pour les articles homonymes, voir Paddle.
 (mars 2020).
Si vous disposez d'ouvrages ou d'articles de référence ou si vous connaissez des sites web de qualité traitant du thème abordé ici, merci de compléter l'article en donnant les références utiles à sa vérifiabilité et en les liant à la section « Notes et références ».

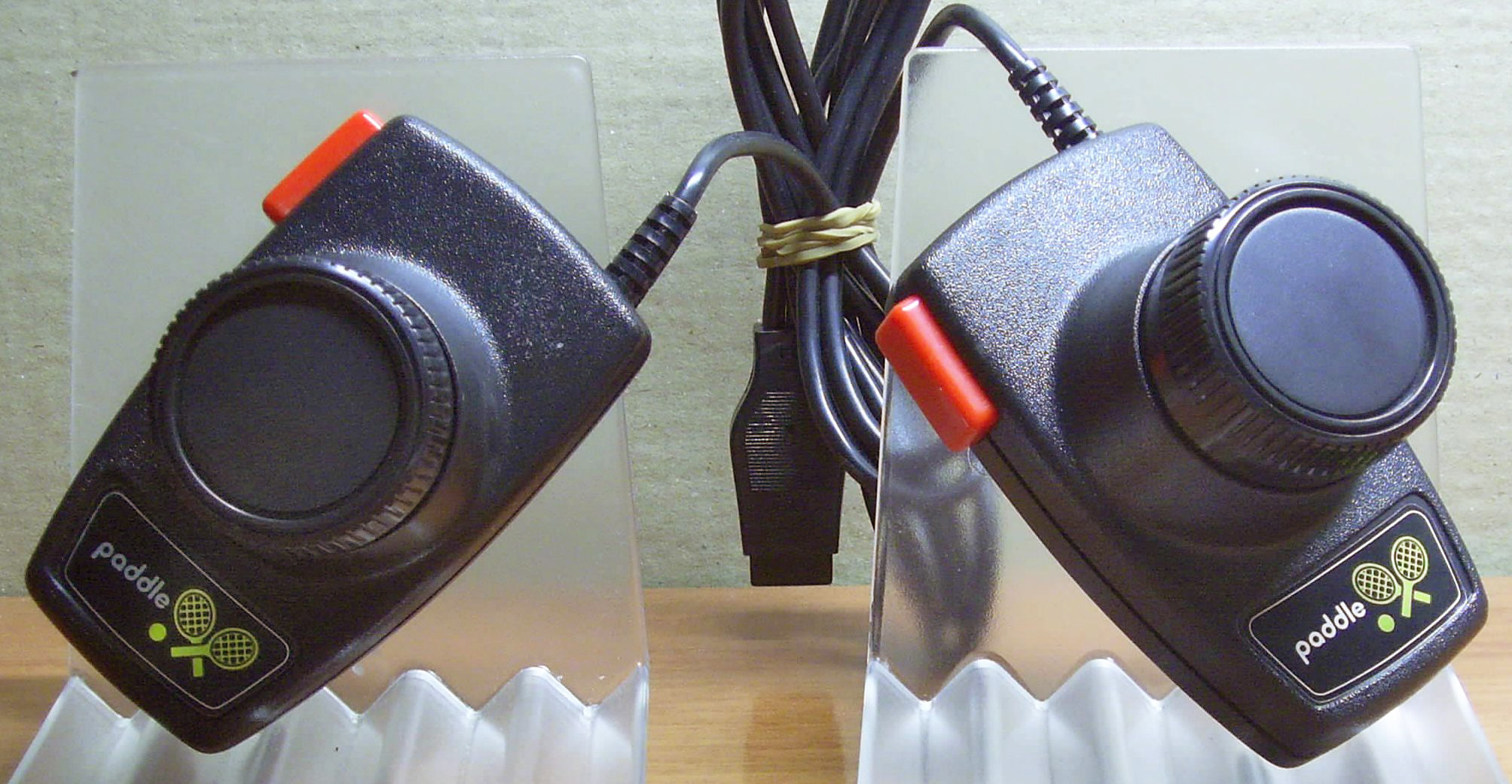
Deux paddles Atari.

Le paddle est un périphérique informatique composé d'un bouton tournant ; il sert en général dans les jeux vidéo à diriger un personnage selon un axe donné (horizontal ou vertical, comme dans Pong ou les casses-briques), ou bien à faire tourner un objet (par exemple la tourelle d'un char, ou le bras du personnage comme dans Tron).
Par extension, on l'emploie également pour désigner les autres types de manettes de jeu.
Ce mot a donné son titre à une bande dessinée humoristique sur les amateurs de jeux vidéo : Kid Paddle.